# Vadim Medvedev
Vadim Alexandrovich Medvedev, russo: Вадим Александрович Медведев (nascido em 28 de abril de 1929 em Yalta, falecido em 2 de março de 1988 em Moscou) ator de cinema, teatro e televisão soviético e russo.

## Biografia
Vadim Medvedev nasceu em Yalta em 28 de abril de 1929 .
Ele se formou na faculdade no Moscow Chamber Theatre . Desde 1952, ele se apresentou no palco do Teatro Dramático de Leningrado. A. S. Pushkin , em 1966 foi convidado por Georgy Tovstonogov para o Bolshoi Drama Theatre, onde atuou até o fim de sua vida.
Ele fez sua estreia no cinema em 1955 como Anton Zhurbin no filme Big Family . No futuro, a aparência aristocrática e a aparência nobre contribuíram para convites para papéis heróicos e românticos, como Onegin, Telegin ("Caminhando pelos tormentos"), Duque Orsino ("Noite de Reis"). O grande sucesso do ator foi seu trabalho no filme "Longe da Pátria", onde Medvedev incorporou na tela a imagem do oficial de inteligência Goncharenko. O filme se tornou um dos líderes em distribuição na URSS em 1960.
A primeira esposa é Alexandra Medvedev, deste casamento o artista teve dois filhos, a filha Irina e o filho, o jornalista Vadim Medvedev , um dos apresentadores do programa 600 segundos da televisão de Leningrado. Neto - Andrei (24 de outubro de 1971)
Segunda esposa - Valentina Kovel , atriz, Artista do Povo da URSS.
Ele morreu em 2 de março de 1988 em Leningrado aos 59 anos. Ele foi enterrado no cemitério Bolsheokhtinsky em São Petersburgo (em 1997, Valentina Kovel foi enterrada ao lado dele).

## Carreira
Em sua carreira, atuou em mais de 40 filmes de cinema e televisão, incluindo Hamlet (1964) de Grigory Kozintsev ou Autumn Marathon (1979) de Georgy Daneliya.

## Prêmios
- Vencedor do prêmio coletivo de Melhor Ator no 8º Festival de Cinema de Cannes por seu papel de estreia em A Grande Família (1954), dirigido por Iosif Chejfic.[3]
- Artista Homenageado da RSFSR (8 de junho de 1964)
- Artista do Povo da RSFSR (22 de abril de 1980)
- medalha "Em memória do 250º aniversário de Leningrado"

## Literatura
- Cinema: Dicionário Enciclopédico. M., 1987. - P. 258;
- Dicionário de cinema. T.4. SPb., 2001. - P.552.